# Beyer Chronometrie

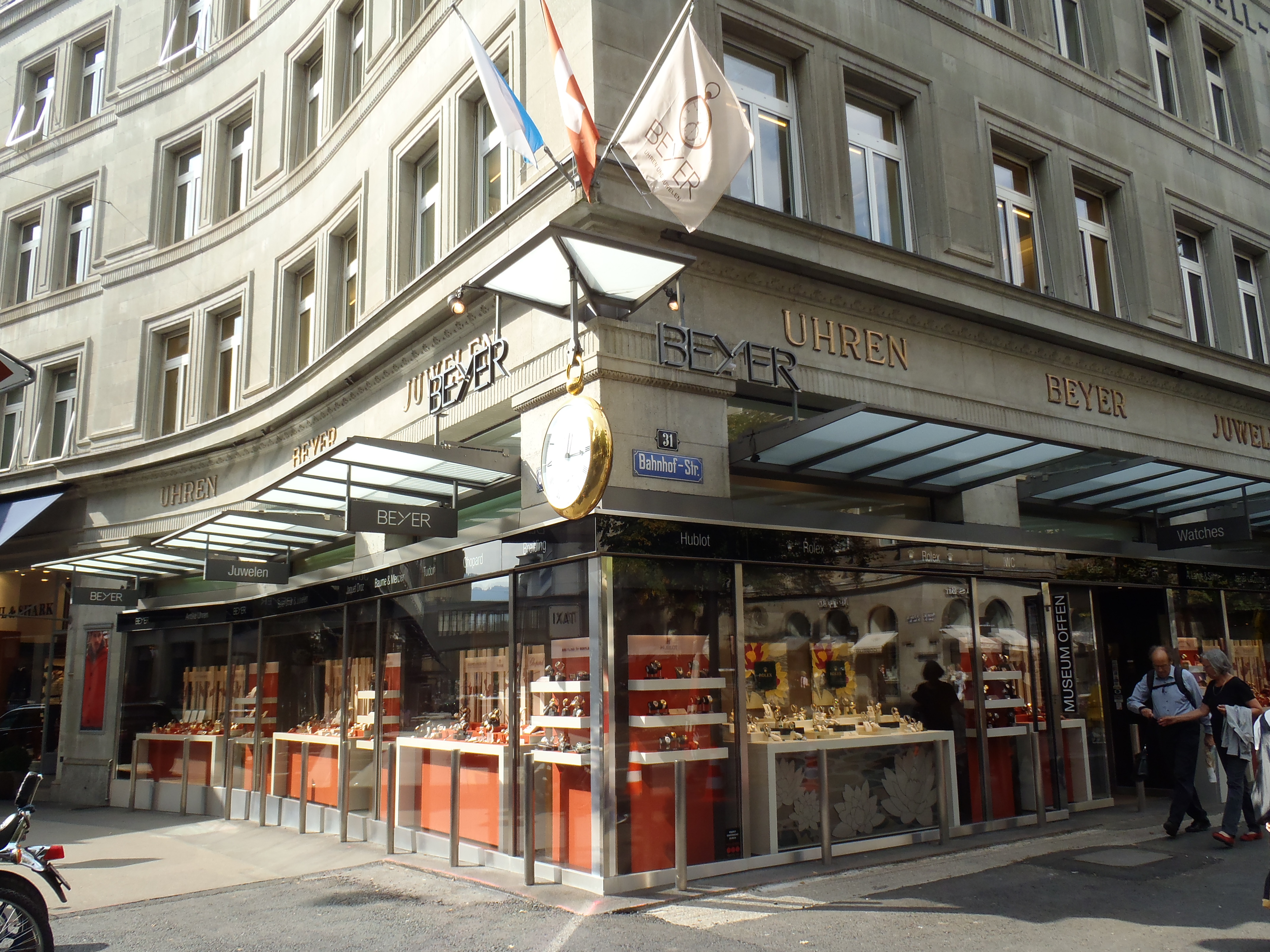
Beyer-Ladengeschäft

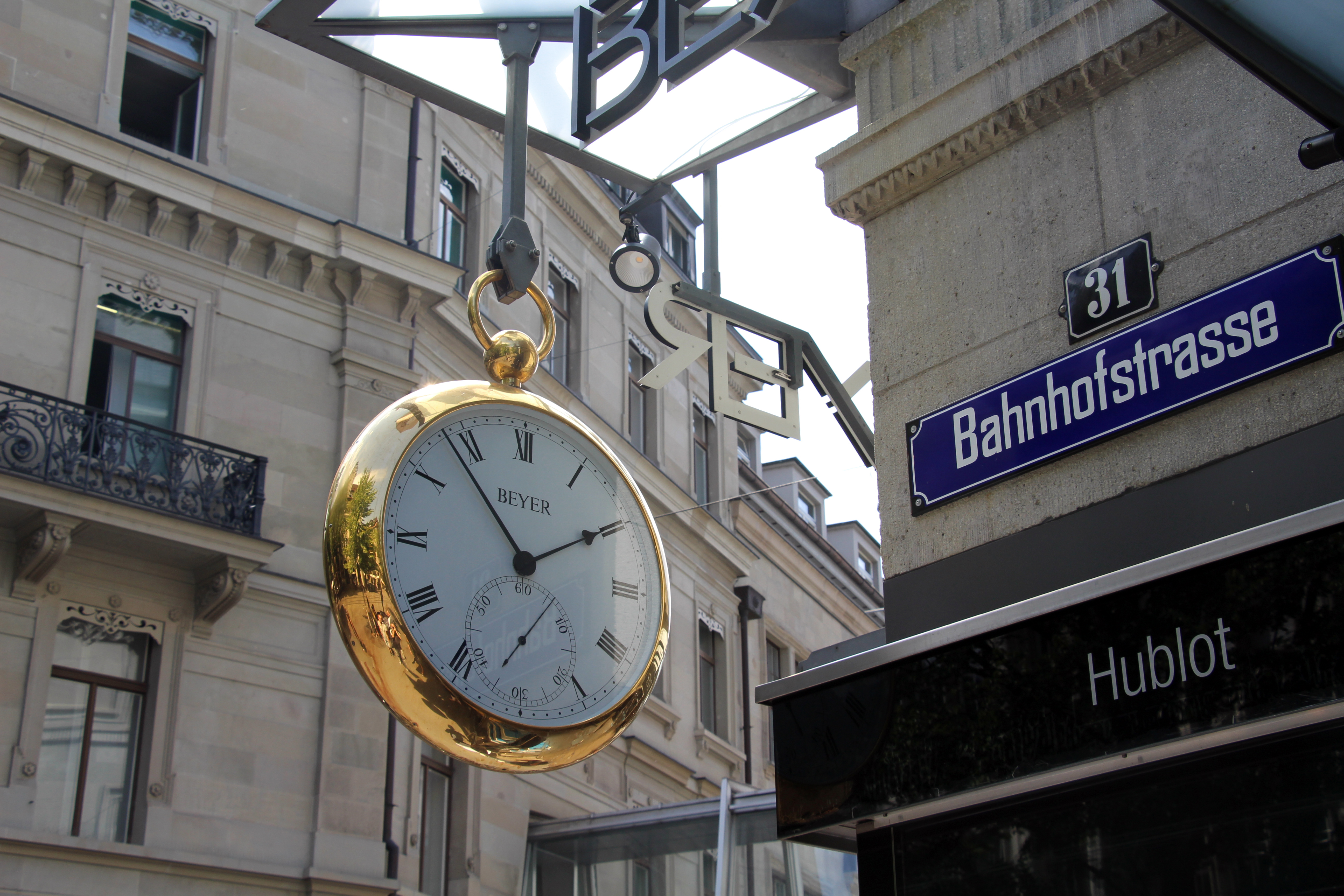
Uhr vor dem Geschäft in Zürich

Die Beyer Chronometrie AG ist das älteste Uhrengeschäft der Schweiz. Der Eingang des Uhrenmuseums Beyer Zürich befindet sich im Ladengeschäft der Chronometrie Beyer. Das Familienunternehmen wurde bis Februar 2023 in der 8. Generation von René Beyer geleitet und hat seinen Sitz an der Bahnhofstrasse in Zürich.

## Geschichte
Die Firma Beyer wurde im Jahr 1760 in Feuerthalen gegründet. Im Jahr 1800 wurde ein Geschäft in der Niederdorfstrasse in Zürich eröffnet. Das Limmatquai wurde zur Hauptgeschäftsstrasse. Geschäftsführer war zu dieser Zeit Theodor Beyer-Danioth. 1877 zog das Unternehmen in das Hauptgebäude der Schweizerischen Kreditanstalt um. Die Firma wurde wenige Jahre später von Adelrich Beyer geleitet. 1927 zog der Betrieb in das neu erstellte Haus an der Bahnhofstrasse 31, dort konnten grössere Räume gemietet werden. Im Jahr 1946 trat Theodor R. Beyer, der Vater des heutigen Inhabers, ins Geschäft seines Vaters, Theodor Beyer, ein und übernahm 1955 die Leitung.
1948 wurde der Betrieb in eine Aktiengesellschaft gewandelt. Die Aktien befinden sich vollumfänglich in Familienbesitz. In den Jahren 1970 bis 1971 wurde das Geschäft neu umgebaut. Das Museum der Zeitmessung, welches sich nun Uhrenmuseum Beyer Zürich nennt, wurde dabei in das Geschäft integriert. 1982 wurden die Geschäftsräume nochmals umgebaut (Ausstellungsräume, Verkaufsräume, Schaufenster und Büros) sowie das Museum.
Seit 1996 liegt die operative Geschäftsleitung bei René Beyer. In den Jahren 1997/98 wurden die Räumlichkeiten nochmals innen und aussen umgebaut. Im Jahre 2002 eröffnete die Firma eine eigene Goldschmiedeabteilung. Heute fertigen vier Goldschmiede edle Schmuckstücke von klassischem Schmuck über moderne Kreationen bis zu Einzelanfertigungen, die auf Kundenwunsch gefertigt werden.
Im Jahr 2010 feierte die Firma Beyer ihr 250-jähriges Jubiläum. Die Geschichte wurde in einem Jubiläumsmagazin aufgearbeitet. Im 2011 wurde die Patek Philippe Boutique gleich nebenan eröffnet. Es ist die erste händlergeführte Patek Philippe Boutique der Schweiz. Im 2011 wurde das Verkaufsgeschäft erneut renoviert und umgebaut. Ein neuer Rolex-Corner und ein Diamond-Center erwartet die Kundschaft.
Heute beschäftigt das Unternehmen 65 Mitarbeiter, welche im Verkauf, im Service, der Administration und im Uhrenatelier tätig sind. Beyer vertreibt auch eigene Labeluhren, antike Uhren und Kommissionsuhren.

## Uhrenmuseum
Die Sammlung umfasst rund 900 Exponate aus allen Bereichen der Zeitmessung.
Ausgestellt sind zurzeit etwa 300 Zeitmessinstrumente von 1400 v. Chr. bis in die heutige Zeit, wie zum Beispiel Schattenstäbe, Sonnenuhren, Öluhren, Sanduhren, Wasseruhren, Standuhren, Tischuhren, Taschenuhren, Armbanduhren, wissenschaftliche Instrumente zur Zeitbestimmung und Navigation.

## Chronometer Blumenuhr

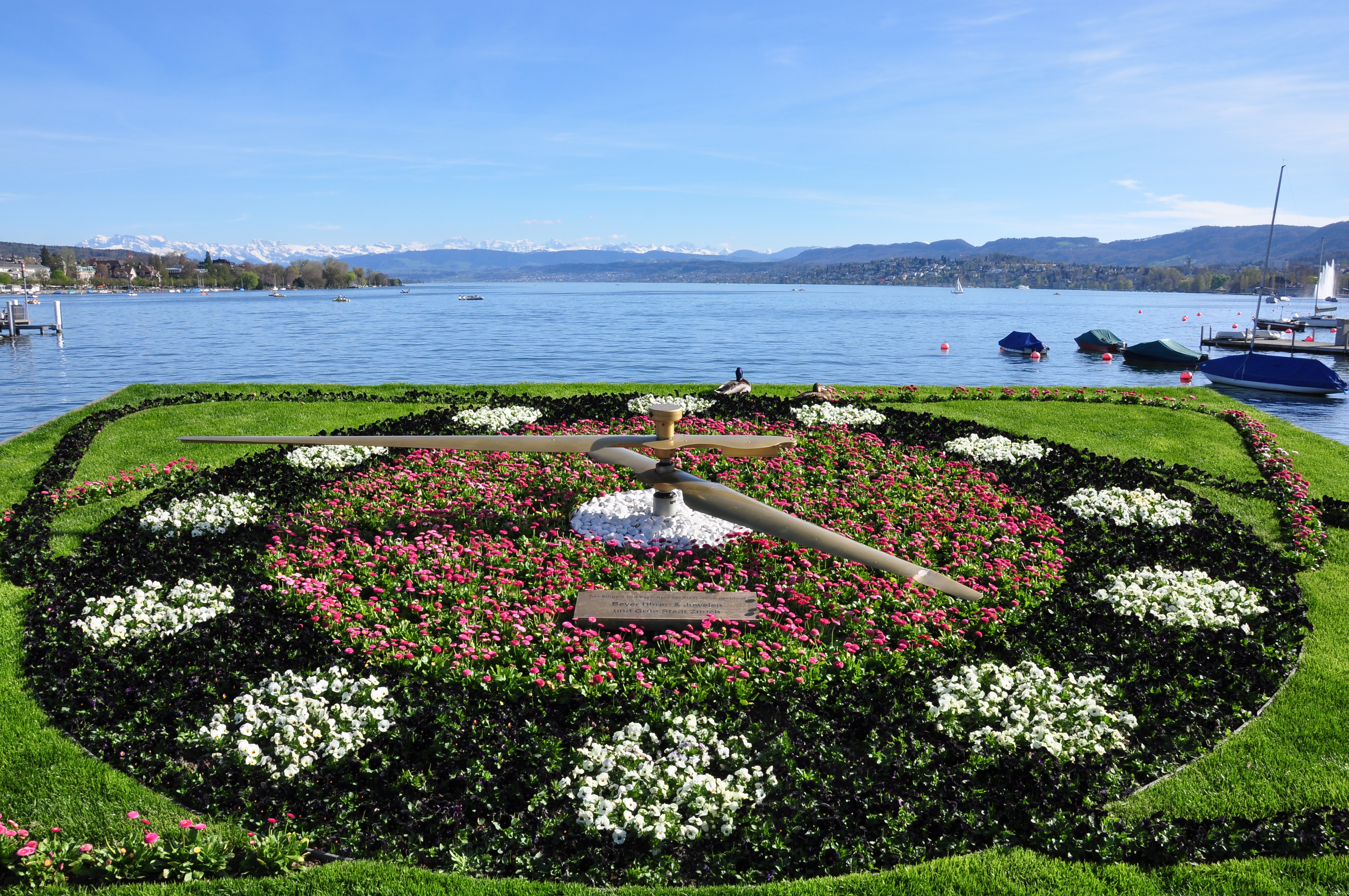
Chronometer Blumenuhr, Bürkliplatz

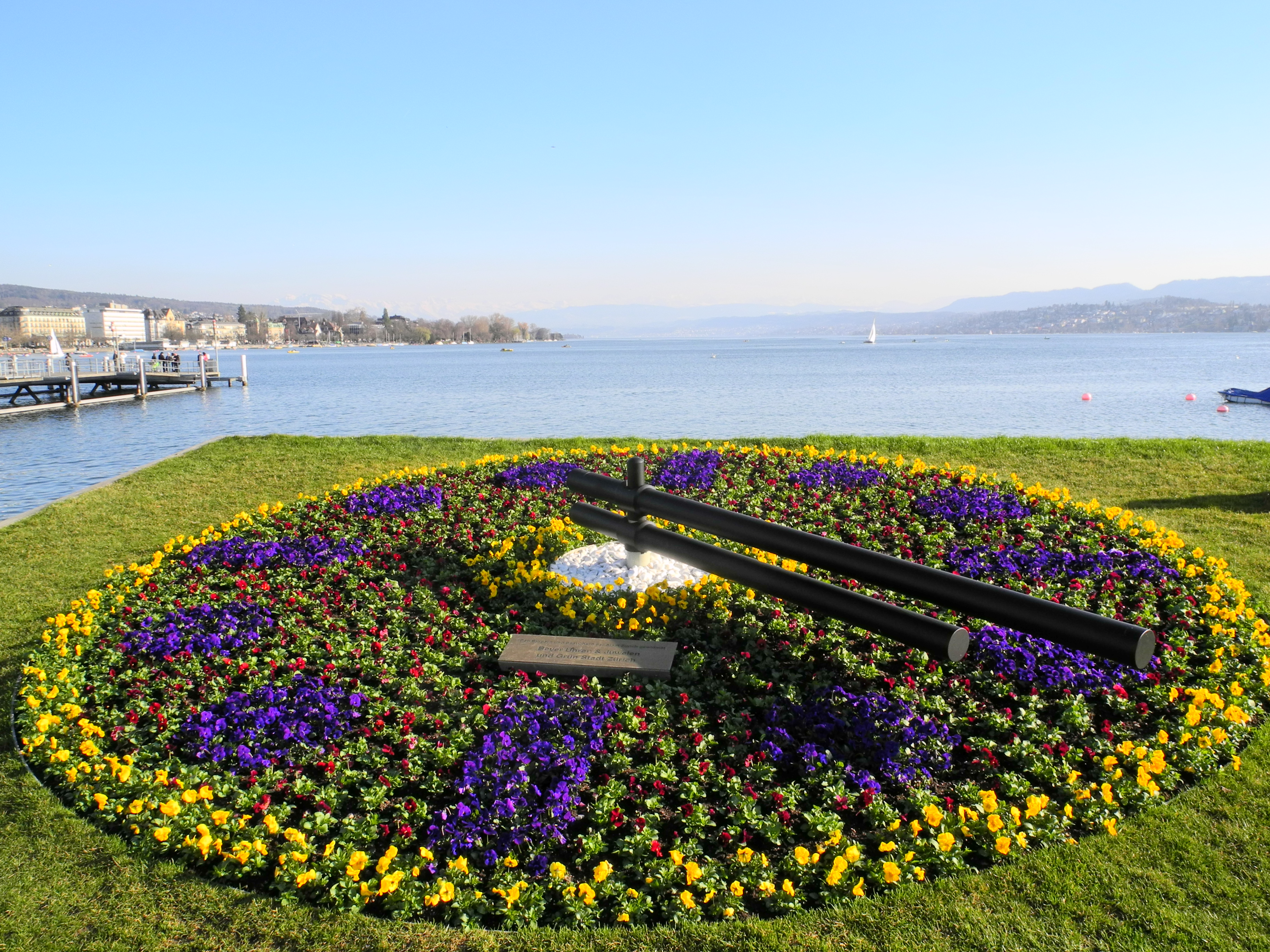
Das Zifferblatt wechselt jährlich sein Blumenkleid.

Im Jahr 1985 schenkte das Uhrengeschäft Beyer der Stadt Zürich eine Blumenuhr, die ihren definitiven Standort auf dem Bürkliplatz direkt am See fand. Der jährlich wechselnde Blumenschmuck ist jeweils einem Thema gewidmet.
Auswahl
- 2010/2011: Lauf gegen die Zeit
- 2011/2012: Freundeskreis
- 2012/2013: Träume
- 2013/2014: Baum des Lebens
- 2014/2015: Jahr des Lichtes
- 2015/2016: Orientexpress
- 2016/2017: Begegnungen
- 2017/2018: Planet Venus
- 2018/2019:  Stern
- 2019/2020: Mondphasen